# Chongoni sziklarajzai
Chongoni  egy 2224 méter magas hegység Malawiban, kb. 25 km-re Dedzától. A hegyet és a környező dombokat a területre jellemző miombo szárazerdő borítja, amit természetvédelmi területté nyilvánítottak. Területén számos sziklarajz, illetve festmény található, amit az UNESCO 2006-ban felvett a kulturális világörökségi listára.

## Sziklarajzok
A 126,4 km² nagyságű terület 127 lelőhelye Közép-Afrika legjelentősebb és leggazdagabb sziklarajz együttese. A chongoni festmények két életforma találkozásának tanúi: egyrészt a vadászó és gyűjtögető életmódot folytató batwa törzset, másrészt Malawi legnagyobb néptörzse, a chewa nép földművelő életmódjának kialakulását ábrázolják. A rajzok magas szintű kreativitásról árulkodnak és a mai napig kulcsszerepet játszanak a chewa-kultúrában.
A régebbi piros rajzokat a batwa pigmeus törzs tagjai készítették; a legrégebbiek valószínűleg 2 500 évesek. A képek elsősorban absztrakt geometriai alakokat, sugárkoszorúkat, koncentrikus köröket és párhuzamos vonalakat ábrázolnak; ebben alapvetően különböznek más vadászó és gyűjtögető csoportok naturalista szikla-, illetve barlangrajzaitól. Feltételezések szerint esőcsinálásra vagy termékenységi áldozatként alkalmazták.
Az újabb, fehér rajzok kb. 1000 évesek, de feltételezik, hogy közülük sokat csak 19-20. században festettek a chewa törzs lakói.  A rajzegyüttes egy ritka példa arra, hogy sziklafestményeket földművelő társadalmakban is készítettek. A régebbi rajzok valószínűleg mitológiai állatformákat ábrázolnak, feltehetőleg nők rajzolták azokat és beavatási szertartásokkal hozhatók kapcsolatba, de a pontos összefüggéseket a chewák még mindig titokban tartják.
A legújabb képek álarcos állatokat ábrázolnak. Ezek összefüggésben vannak a még mindig létező nyau titkos társasággal, aminek a tagjai álarcban táncolnak temetkezési szertartásokon és törzsi identitásuk fontos hordozói.
Chongoni és a környező dombok 1924 óta erdei természetvédelmi területek. A sziklarajzokról szóló első tudományos leírások az 1950-es években jelentek meg.

## Fordítás
- Ez a szócikk részben vagy egészben  a   Chongoni című német Wikipédia-szócikk fordításán alapul.  Az eredeti cikk szerkesztőit annak laptörténete sorolja fel. Ez a jelzés csupán a megfogalmazás eredetét és a szerzői jogokat jelzi, nem szolgál a cikkben szereplő információk forrásmegjelöléseként.